# De Grote Vriendelijke Podcast
De Grote Vriendelijke Podcast (de GVP) is een podcast over kinder- en jeugdliteratuur, gemaakt en gepresenteerd door kinderboekrecensenten Jaap Friso en Bas Maliepaard. Zij brengen kinderboekennieuws en -tips en praten met schrijvers en illustratoren over hun nieuwste boeken. De podcast werd gelanceerd in september 2018 en verschijnt ongeveer tweemaal per maand.
Meestal wordt de podcast opgenomen in kinderboekwinkel kiekeboek met de technicus Mark Brouwer.
Afleveringen met een gast uit de kinderboekenwereld wisselen af met De Grote Vriendelijke Update met het kinderboekennieuws van de afgelopen maand. Het label ‘getipt door De Grote Vriendelijke Podcast’ wordt door heel wat boekenwinkels en bibliotheken dankbaar gebruikt.
In 2021, 2022, 2023 en 2024 organiseerde De GVP in samenwerking met Hebban een verkiezing onder kinderboekenliefhebbers voor de ‘favoriete kinderboeken aller tijden’ en maakten daarvan een top 100: de Grote Vriendelijke 100. De GV100 wordt bekendgemaakt op een liveshow de Grote Vriendelijke Pakjesavond.
In 2020 won de GVP de Dutch Podcast Award in de categorie Cultuur & muziek.